# Selección de rugby de Rumania
La selección de rugby de Rumania (en rumano: Echipa naţională de rugby a României), apodada los robles (Stejarii), representa a este país en las competiciones oficiales de rugby union. Está controlada por la Federación Rumana de Rugby. Siempre ha sido uno de los equipos más fuertes del continente europeo, dentro de los que no disputaban el Torneo 6 Naciones. Ha participado habitualmente en la Copa del Mundo, en la Copa de Europa y en la Super Cup. Actualmente está en la primera división de la Rugby Europe International Championships. El equipo juega con equipación amarilla y azul a rayas. 
Francia jugó por vez primera un partido internacional con Rumania en 1924 cuando intentaron establecer un rival al torneo de las Cinco Naciones. Aunque no considerado como uno de los mejores equipos en tiempos más modernos, su historia incluye victorias frente a cuatro de los equipos del Torneo de las Seis Naciones: Francia, Italia, Escocia, Gales.
Rumania hasta la edición 2015 había disputado todas las ediciones celebradas de la Copa del Mundo desde su primera edición en 1987, siendo descalificado para la edición de 2019, por alineación irregular de jugadores. Su mejor resultado ha sido lograr una victoria en la fase de grupo en las ediciones de 1987, 1991, 1999, 2003, 2007 y 2015.
Actualmente Georgia ha ocupado el puesto que durante mucho tiempo ocupó Rumania como selección europea más potente de entre las que no disputan el Torneo 6 Naciones, y Georgia, junto con Portugal, han ganado las dos la Copa de Naciones Europea (o Seis Naciones B).

## Historia

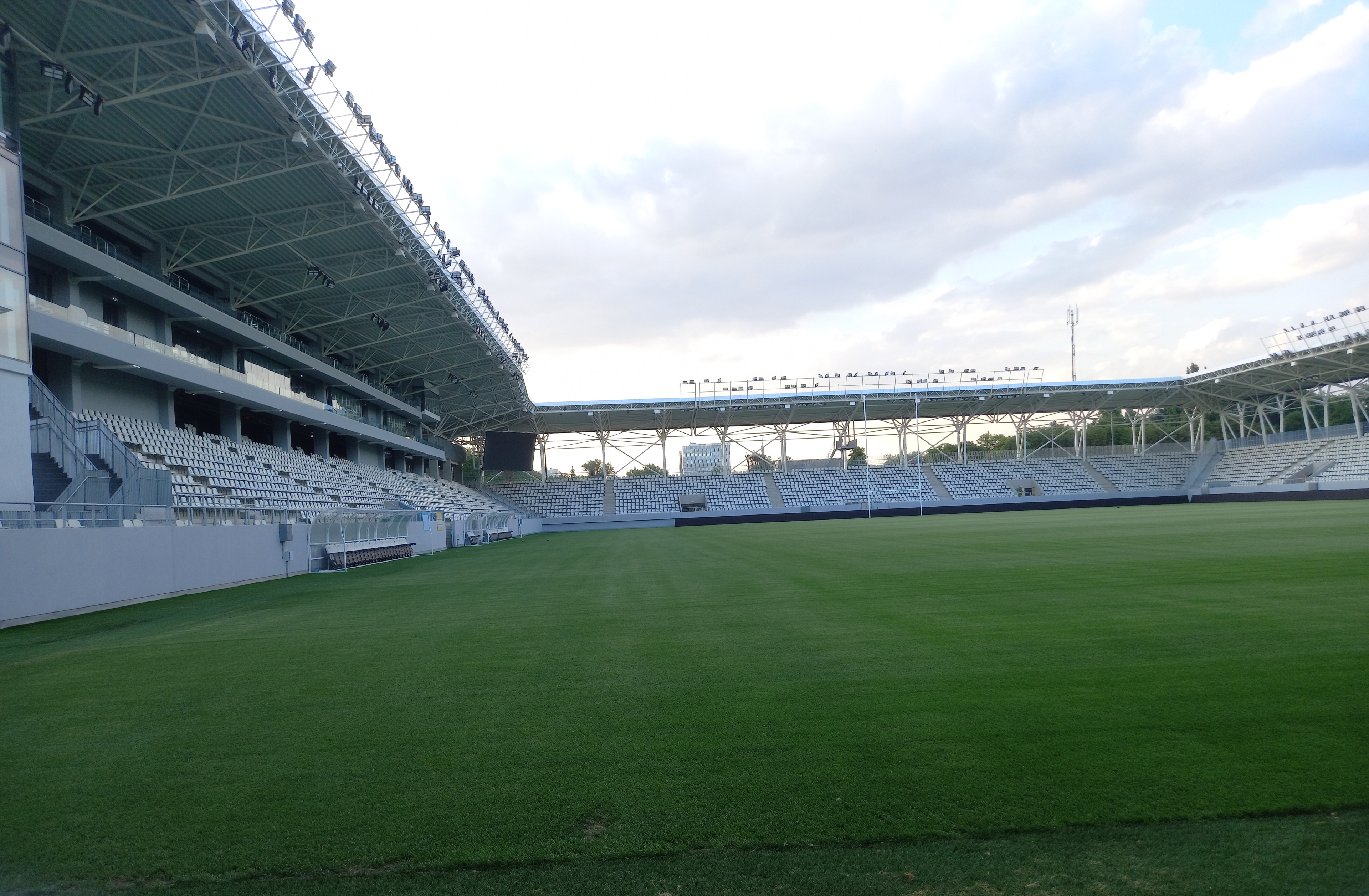
Romania disputa sus encuentros en el Stadionul Arcul de Triumf en Bucarest.

### Inicios
El deporte fue introducido por estudiantes que regresaban con balones de rugby de sus estudios en París. En 1913 se formó el Stadiul Roman, primer equipo del país. En ese periodo se formaron otros 17 equipos, todos en la capital Bucarest.
El primer partido internacional de la selección rumana tuvo lugar el 1919 frente a los Estados Unidos. 
Rumania fue uno de los tres países que acudieron a la competición de rugby de los Juegos Olímpicos de 1924 en París. El primer partido se celebró en el Stade Francais frente al país anfitrión, y la selección rumana cayó derrotada por 59-3. Posteriormente perdería también frente a los Estados Unidos (39-0) quedando relegada a la tercera posición.
La federación rumana se formó en 1931. En 1939 se formó en Braşov (en una fábrica de aviones) el primer equipo fuera de Bucarest.

### Tras la Segunda Guerra Mundial

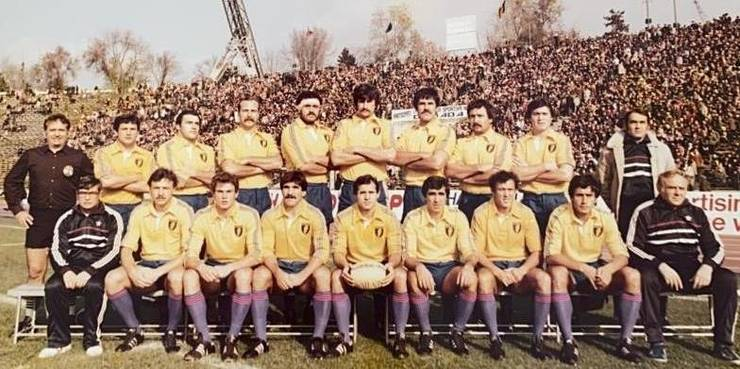
Rumania vs Gales en 1983.

El régimen comunista utilizó el rugby, al igual que otros deportes, como herramienta de propaganda política durante el periodo de la guerra fría. Cada éxito internacional de la selección fue presentado como un éxito del sistema y de la ideología comunista. La selección recibió numerosas ayudas financieras en detrimento de los clubs. Los mejores jugadores pasaron a engrosasar las filas de la policía y del ejército, y a jugar en el Dynamo y el Steaua de Bucarest (equipos que representaban a esos dos cuerpos armados). El entrenamiento se desarrollaba a lo largo de seis días a la semana, y generó una potente selección.
A lo largo de la década de los 40 y los 50 y gracias a una serie de entrenadores que practicaban un juego de estilo francés, se fue construyendo un equipo que dio sus mejores resultados a partir de 1960 (con la primera victoria sobre Francia).
Rumania jugó la Copa de las Naciones FIRA desde 1965 hasta 1973. Fue campeón invicto en 1968/69, y segundo en seis ediciones. Luego jugó el Trofeo FIRA desde 1973 hasta 1997, obteniendo el primer puesto en 1974/75, 1976/77, 1980/81 y 1983/83, y el segundo puesto en 1973/74, 1977/78, 1978/79, 1979/80 y 1983/84.
En 1976 la selección rumana realizó su primera gira por Nueva Zelanda. Aunque si hay un punto de inflexión, este es el año 1979 cuando los Robles casi vencen a Gales en el Arms Park de Cardiff, de hecho tan sólo perdieron por 13-12 y gracias a un drop convertido por el jugador galés Gareth Davies en el tiempo de descuento.
En la década de 1980 llegan los mayores éxitos de la selección rumana, con victorias sobre Francia (15-0) en 1980, sobre Gales (24-6) en noviembre de 1983 y sobre Escocia (28-22) en 1984, todas ellas en Bucarest. Asimismo en 1989 se logró la primera victoria en campo contrario frente a un equipo británico, al vencer a Gales en Cardiff por 9-15. En este periodo el rugby tiene gran base en Rumania con un total de 12.000 federados y 110 equipos.
En el año 1981 el equipo rumano plantó cara a los All Blacks, frente a los que cayó derrotado por 14-6, y ello a pesar de serles anulados dos ensayos. 
La década de los 80 fue el mejor período de la historia de la selección rumana, cuando venció a Gales (en dos ocasiones), a Escocia (al equipo que había logrado el Grand Slam de 1984) y a Francia (en dos ocasiones). En 1981 perdieron frente a los All Blacks por solo 14-6 y eso a pesar de que les fueron anulados dos ensayos. Existen rumores de que en ese periodo se invitó a la selección rumana a disputar el Torneo 5 Naciones, pero que la invitación fue rehusada debido a que la celebración del Torneo coincidía con la parada invernal de la Liga Rumana. Sin embargo el rugby rumano ha sufrido un ligero retroceso en las últimas dos décadas coincidiendo con el deterioro de la política y economía nacional.
En la primera Copa Mundial de Rugby de 1987 celebrada en Nueva Zelanda y Australia, Rumania fue invitada y realizó su debut con una victoria frente a Zimbabue por 21-20, aunque fue incapaz de pasar la fase de grupos al perder ante Francia y Escocia.

### Tras la caída del comunismo

Rumania contra Irlanda en Lansdowne Road en 2005.

Sin embargo el deterioro de la política y la economía doméstica, también afectó al rugby tanto en cuanto los dos equipos principales del país, el Dinamo de Bucarest y el Steaua de Bucarest (representantes de la policía y el ejército) dejaron de recibir ayuda financiera estatal. Así mismo varios jugadores de primera fila perdieron su vida en la revolución de 1989, entre ellos el Skipper de la selección Florica Murariu (oficial del ejército), muerto por un disparo en una barricada.
A pesar de todo tras la revolución, la selección continuó cosechando éxitos. Entre ellos se encuentra la mayor victoria frente a Francia en campo francés (6-12) en el año 1990 y la victoria sobre Escocia en 1991 por 18-12. En la Copa del Mundo de 1991 Rumania venció a Fiyi por 17-15 y en la Copa del Mundo de 1995 plantó cara a los anfitriones y posteriormente campeones, Sudáfrica al caer derrotada por 21-8.
Lo que si afectó duramente al rugby rumano fue la aparición del profesionalismo tras la Copa del Mundo de 1995, dadlo que provocó la marcha de aproximadamente 200 jugadores a las Ligas Francesa e Italiana. Desde ese momento el rugby rumano entró un bache de juego, con derrotas abultadas como las sufridas ante Gales en su gira de 1997. En la copa del Mundo de 1999, Rumania tan sólo pudo vencer a Estados Unidos por el exiguo marcador de 27-25

### El nuevo milenio

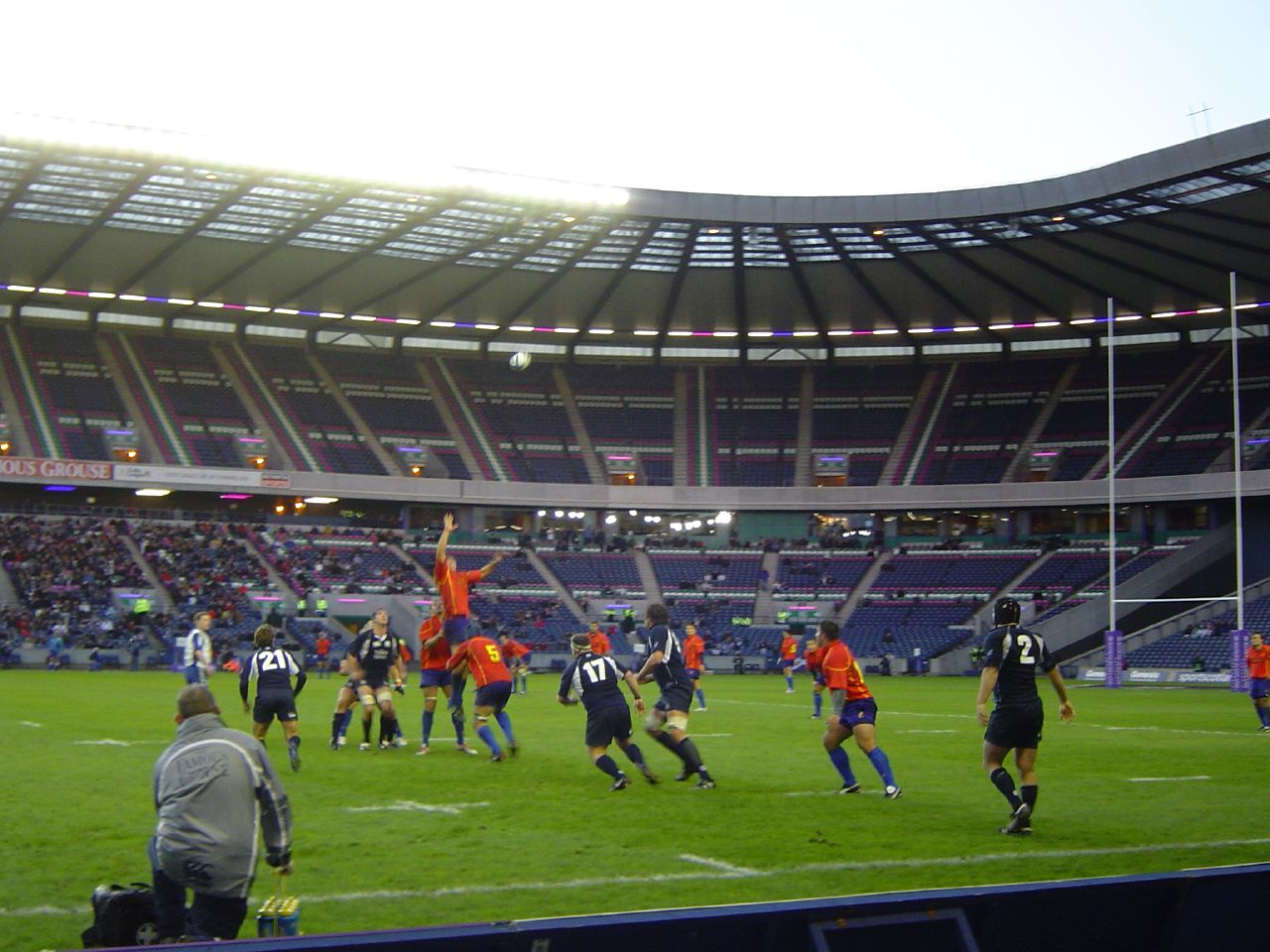
Rumania contra Escocia en 2006.

En el año 2000 Rumania venció en la primera edición de la Copa Europea de las Naciones, por un amplio margen con victoria en sus cuatro partidos. Por el contrario en el año 2001 cayó derrotada en dicha Copa de Europa ante la selección de Georgia, la cual venció en Bucarest por 31-20. Además como muestra del descenso del nivel del rugby rumano, está la derrota sufrida ante Inglaterra por 134-0 en 2001. Hay que decir que en la selección rumana derrotada no se encontraban los jugadores que pertenecían a la Liga Francesa tanto en cuanto sus clubs no les permitieron jugar.
En enero de 2002 fue contratado como entrenador el francés Bernard Charreyre. Bajo la dirección de Charreyre (conocido como "el pequeño Napoleón") la selección rumana comenzó un ligero ascenso. En 2002 lograron la victoria en la Copa de Europa, gracias a una victoria frente a Georgia en Tblisi por 23-31.
En la Copa del Mundo de 2003, la selección rumana venció a Namibia, pero luego cayó derrotada frente a Argentina (50-3), Australia (90-8) e Irlanda (45-17). Tras esta Copa del Mundo, Charreyre fue cesado, tras él otros tres entrenadores franceses se hicieron cargo del puesto de seleccionador: Phillipe Sauton, Robert Antonin y Daniel Santamans (actual entrenador)
La Copa de Europa de 2003-2004, vio la sorprendente aparición de la selección portuguesa que venció a Rumania en Lisboa por 16-15. Aunque en la segunda vuelta, Rumania venció a Portugal (36-6) en Constanta, la derrota frente a Rusia en Krasnodar dio el título a los Portugueses. 
En 2004 Rumania venció a Italia por 25-24, consiguiendo su primera victoria frente a un equipo del Torneo 6 Naciones (tras la ampliación de este).
En 2005 Rumania fue situada en la segunda división del Rugby Mundial por la IRB. Y en 2006 logró la Copa de Europa por delante de Georgia con la que empató a puntos.
En la clasificación para la Copa del Mundo de 2007, Rumania venció a Georgia en Bucarest (20-8) y a España en Madrid (43-20) para lograr el billete para la fase final.
En la Copa del Mundo de 2007, Rumania quedó enmarcada en el grupo C. Logró una victoria frente a la selección portuguesa por 14-10, pero cayó derrotada en sus otros tres partidos: frente a Nueva Zelanda (85-8), frente a Italia (47-18) y frente a Escocia (42-0) por lo que ocupó la cuarta posición del grupo y quedó eliminada.
Rumania perdió los partidos ante Georgia y Rusia en la Copa Europea de las Naciones 2007/08, quedando en tercer puesto. En la Copa de las Naciones IRB 2008 triunfó ante Uruguay y Rusia, y perdió ante los Emerging Springboks de Sudáfrica.
En la edición 2008/10 triunfó como local ante Georgia pero perdió ante Rusia y Portugal, por lo que acabó en el tercer puesto de la Copa Europea de las Naciones. Luego triunfó ante Ucrania, Túnez y Uruguay en el repechaje para obtener la clasificación a la Copa Mundial de Rugby de 2011. En dicho torneo perdió los cuatro partidos ante Inglaterra, Argentina, Escocia y Georgia.
En la Copa de las Naciones IRB 2010 ganó ante Argentina XV e Italia A, mientras que fue derrotada por Namibia. En 2011 ganó ante Namibia y perdió ante Argentina XV y los Southern Kings. En la Copa Europea de las Naciones 2011/12, Rumania perdió los dos partidos ante Georgia y ganó los dos ante Rusia, pero fue derrotado por España y Portugal como visitante, por lo que obtuvo el segundo puesto. En la Copa de las Naciones IRB 2012 triunfó ante Argentina XV, Italia A y Uruguay. En 2013 triunfó ante Argentina XV, Italia A y Rusia.
En la temporada 2013/14 de la Copa Europea de las Naciones, Rumania obtuvo un empate y una derrota ante Georgia y ganó los demás partidos, por lo que consiguió el segundo puesto y la clasificación directa a la Copa Mundial de 2015.
En la Copa de las Naciones IRB 2014, Rumania derrotó a Uruguay y Rusia, en tanto que perdió ante Emerging Ireland. En 2015 venció a Argentina XV, España y Namibia.
En la Copa Mundial de 2015 se encontró en el grupo D, donde ocupó la cuarta posición del grupo, con una sola victoria sobre Canadá.
Rumania acumuló dos derrotas ante Georgia y una como visitante ante Rusia en la Copa Europea de las Naciones 2015/16, obteniendo así el segundo puesto.

## Estadísticas
A continuación, una tabla resumen los resultados de los test matches del XV de Rumania a fecha 23 de noviembre de 2024.
| Oponente            | Jugados | Ganados | Perdidos | Empatados | % de victorias |
| ------------------- | ------- | ------- | -------- | --------- | -------------- |
| Alemania            | 21      | 15      | 6        | 0         | 71.4%          |
| Argentina           | 9       | 0       | 9        | 0         | 0.0%           |
| Argentina XV        | 5       | 4       | 1        | 0         | 80.0%          |
| Australia           | 3       | 0       | 3        | 0         | 0.0%           |
| Bélgica             | 10      | 10      | 0        | 0         | 100.0%         |
| Brasil              | 2       | 2       | 0        | 0         | 100.0%         |
| Bulgaria            | 2       | 2       | 0        | 0         | 100.0%         |
| Canadá              | 10      | 7       | 3        | 0         | 70.0%          |
| Chile               | 2       | 2       | 0        | 0         | 100.0%         |
| Emerging Ireland    | 1       | 0       | 1        | 0         | 0.0%           |
| Emerging Italy      | 2       | 2       | 0        | 0         | 100.0%         |
| Emerging Springboks | 2       | 0       | 2        | 0         | 0.0%           |
| Escocia             | 14      | 2       | 12       | 0         | 14.2%          |
| Escocia A           | 1       | 0       | 1        | 0         | 0.0%           |
| España              | 42      | 36      | 6        | 0         | 85.7%          |
| Estados Unidos      | 11      | 3       | 8        | 0         | 27.2%          |
| Fiyi                | 3       | 1       | 2        | 0         | 33.3%          |
| Francia A           | 1       | 0       | 1        | 0         | 0.0%           |
| Francia             | 50      | 8       | 40       | 2         | 16.0%          |
| Francia XV          | 5       | 0       | 5        | 0         | 0.0%           |
| Gales               | 8       | 2       | 6        | 0         | 25.0%          |
| Gales XV            | 1       | 0       | 1        | 0         | 0.0%           |
| Georgia             | 29      | 9       | 19       | 1         | 31.0%          |
| Inglaterra          | 5       | 0       | 5        | 0         | 0.0%           |
| Irlanda             | 10      | 0       | 10       | 0         | 0.0%           |
| Irlanda XV          | 1       | 0       | 0        | 1         | 0.0%           |
| Italia              | 44      | 16      | 25       | 3         | 36.3%          |
| Italia A            | 4       | 2       | 2        | 0         | 50.0%          |
| Japón               | 6       | 1       | 5        | 0         | 16.6%          |
| Japón XV            | 1       | 1       | 0        | 0         | 100.0%         |
| Junior All Blacks   | 1       | 0       | 0        | 1         | 0.0%           |
| Marruecos           | 8       | 7       | 1        | 0         | 87.5%          |
| Namibia             | 6       | 5       | 1        | 0         | 83.3%          |
| Nueva Zelanda       | 2       | 0       | 2        | 0         | 0.0%           |
| Nueva Zelanda XV    | 1       | 0       | 1        | 0         | 0.0%           |
| Países Bajos        | 8       | 8       | 0        | 0         | 100.0%         |
| Polonia             | 18      | 16      | 2        | 0         | 88.8%          |
| Portugal            | 29      | 23      | 6        | 0         | 79.3%          |
| RDA                 | 13      | 12      | 0        | 1         | 92.3%          |
| República Checa     | 24      | 23      | 0        | 1         | 95.8%          |
| Rusia               | 26      | 17      | 8        | 1         | 65.3%          |
| Samoa               | 3       | 2       | 1        | 0         | 66.6%          |
| Sudáfrica           | 2       | 0       | 2        | 0         | 0.0%           |
| Unión Soviética     | 15      | 12      | 3        | 0         | 80.0%          |
| Tonga               | 5       | 2       | 3        | 0         | 40.0%          |
| Túnez               | 5       | 4       | 1        | 0         | 80.0%          |
| Ucrania             | 7       | 7       | 0        | 0         | 100.0%         |
| Uruguay             | 14      | 9       | 4        | 1         | 64.2%          |
| Zimbabue            | 4       | 4       | 0        | 0         | 100.0%         |
| Total               | 496     | 277     | 207      | 12        | 55.84          |

## Victorias destacadas
- Se consideran solo victorias ante naciones del Tier 1 ( participantes del Seis Naciones y del Rugby Championship).

| 14 de abril de 1940 | Rumania | 3 - 0 | Italia |  |  |

| 5 de junio de 1960 | Rumania | 11 - 5 | Francia | Bucarest, |  |

| 10 de junio de 1962 | Rumania | 14 - 6 | Italia | Bucarest, |  |

| 11 de noviembre de 1962 | Rumania | 3 - 0 | Francia | Bucarest, |  |

| 14 de mayo de 1967 | Rumania | 24 - 3 | Italia | Bucarest, |  |

| 1 de diciembre de 1968 | Rumania | 15 - 14 | Francia | Bucarest, |  |

| 25 de octubre de 1970 | Italia | 3 - 14 | Rumania |  |  |

| 11 de mayo de 1971 | Rumania | 32 - 6 | Italia | Bucarest, |  |

| 13 de octubre de 1974 | Rumania | 15 - 10 | Francia | Bucarest, |  |

| 14 de noviembre de 1976 | Rumania | 15 - 12 | Francia | Bucarest, |  |

| 1 de mayo de 1977 | Rumania | 69 - 0 | Italia | Bucarest, |  |

| 22 de abril de 1979 | Rumania | 44 - 0 | Italia | Bucarest, |  |

| 23 de noviembre de 1980 | Rumania | 15 - 0 | Francia | Bucarest, |  |

| 12 de abril de 1981 | Rumania | 35 - 9 | Italia | Bucarest, |  |

| 31 de octubre de 1982 | Rumania | 13 - 9 | Francia | Bucarest, |  |

| 10 de abril de 1983 | Rumania | 13 - 6 | Italia | Bucarest, |  |

| 31 de octubre de 1983 | Rumania | 24 - 6 | Gales | Bucarest, |  |

| 12 de mayo de 1984 | Rumania | 28 - 22 | Escocia | Bucarest, |  |

| 12 de mayo de 1985 | Rumania | 7 - 6 | Italia | Brasov, |  |

| 12 de abril de 1987 | Rumania | 9 - 3 | Italia | Constanza, |  |

| 2 de abril de 1988 | Italia | 3 - 12 | Rumania | Milán, |  |

| 10 de diciembre de 1988 | Gales | 9 - 15 | Rumania | Cardiff, |  |

| 15 de abril de 1989 | Rumania | 35 - 9 | Italia | Bucarest, |  |

| 14 de abril de 1990 | Italia | 9 - 3 | Rumania | Frascati, |  |

| 24 de mayo de 1990 | Francia | 9 - 12 | Rumania | Auch, |  |

| 31 de agosto de 1991 | Rumania | 18 - 12 | Escocia | Bucarest, |  |

| 14 de mayo de 1994 | Rumania | 26 - 12 | Italia | Bucarest, |  |

| 26 de junio de 2004 | Rumania | 25 - 24 | Italia | Bucarest, |  |

## Selección actual
El 28 de agosto de 2023, Eugen Apjok anunció los 33 jugadores para el equipo de la Copa Mundial de Rugby de 2023.
| Nombre              | Posición       | Fecha de nacimiento      | Encuentros | Club                |
| ------------------- | -------------- | ------------------------ | ---------- | ------------------- |
| Florin Bărdașu      | hooker         | 23 de septiembre de 1991 | 12         | Steaua București    |
| Ovidiu Cojocaru     | hooker         | 19 de noviembre de 1996  | 32         | Steaua București    |
| Robert Irimescu     | hooker         | 1 de marzo de 1996       | 4          | Știința Baia Mare   |
| Costel Burțilă      | pilar          | 14 de julio de 1996      | 13         | Hyères Carqueiranne |
| Thomas Crețu        | pilar          | 5 de marzo de 2002       | 5          | Stade Aurillacois   |
| Gheorghe Gajion     | pilar          | 13 de noviembre de 1992  | 9          | Stade Montois       |
| Alexandru Gordaș    | pilar          | 11 de mayo de 1994       | 35         | Dinamo București    |
| Iulian Harțig       | pilar          | 11 de octubre de 1998    | 9          | Bassin d'Arcachon   |
| Alexandru Savin     | pilar          | 12 de febrero de 1995    | 25         | Steaua București    |
| Ștefan Iancu        | segunda línea  | 1 de julio de 1998       | 5          | Știința Baia Mare   |
| Marius Iftimiciuc   | segunda línea  | 13 de agosto de 1997     | 22         | US Carcassonne      |
| Adrian Moțoc        | segunda línea  | 11 de julio de 1996      | 27         | Biarritz            |
| Cristi Boboc        | ala            | 9 de octubre de 1995     | 9          | Steaua București    |
| Cristi Chirică (c.) | ala            | 9 de abril de 1997       | 34         | Dinamo București    |
| André Gorin         | ala            | 30 de noviembre de 1987  | 44         | Hyères Carqueiranne |
| Vlad Neculau        | ala            | 7 de enero de 1998       | 14         | Timișoara           |
| Florian Roșu        | ala            | 20 de abril de 1993      | 13         | Știința Baia Mare   |
| Dragoș Ser          | ala            | 4 de marzo de 1999       | 15         | Steaua București    |
| Damian Strătilă     | ala            | 28 de julio de 1996      | 6          | Steaua București    |
| Alin Conache        | medio scrum    | 7 de mayo de 2002        | 5          | Timișoara           |
| Gabriel Rupanu      | medio scrum    | 28 de septiembre de 1997 | 21         | Timișoara           |
| Florin Surugiu      | medio scrum    | 10 de diciembre de 1984  | 103        | Steaua București    |
| Tudor Boldor        | medio apertura | 29 de noviembre de 1997  | 16         | Dinamo București    |
| Gabriel Pop         | medio apertura | 29 de marzo de 1998      | 5          | Dinamo București    |
| Taylor Gontineac    | centro         | 16 de julio de 2000      | 10         | Rouen               |
| Tevita Manumua      | centro         | 12 de febrero de 1993    | 2          | Timișoara           |
| Jason Tomane        | centro         | 4 de marzo de 1995       | 14         | Știința Baia Mare   |
| Taliaʻuli Sikuea    | centro         | 14 de julio de 1995      | 1          | Știința Baia Mare   |
| Nicolas Onuțu       | wing           | 27 de diciembre de 1995  | 27         | Annonay             |
| Marius Simionescu   | Wing           | 5 de septiembre de 1997  | 30         | Timișoara           |
| Fonovai Tangimana   | wing           | 25 de octubre de 1989    | 22         | Steaua București    |
| Sioeli Lama         | wing           | 12 de octubre de 1995    | 6          | Steaua București    |
| Hinckley Vaovasa    | zaguero        | 24 de septiembre de 1998 | 18         | Steaua București    |

## Palmarés
- Rugby Europe Championship (11): 1968-69, 1974-75, 1976-77, 1980-81, 1982-83, 1989-90, 2000, 2001-02, 2004-06, 2010, 2017

- Nations Cup (4): 2012, 2013, 2015, 2016

- Copa Antim (6): 2002, 2003, 2004, 2006, 2010, 2017

## Participación en copas
| - Nueva Zelanda 1987: 3.º en el grupo - Inglaterra 1991: 3.º en el grupo - Sudáfrica 1995: 4.º en el grupo - Gales 1999: 3.º en el grupo - Australia 2003: 4.º en el grupo - Francia 2007: 4.º en el grupo - Nueva Zelanda 2011: 5.º en el grupo (último) - Inglaterra 2015: 4.º en el grupo - Japón 2019: descalificado - Francia 2023: 5° en el grupo (último) - Australia 2027: Clasificado - Nations Cup 2006: no participó - Nations Cup 2007: 4.º puesto - Nations Cup 2008: 3.º puesto - Nations Cup 2009: 4.º puesto - Nations Cup 2010: 2.º puesto - Nations Cup 2011: 5.º puesto - Nations Cup 2012: Campeón invicto - Nations Cup 2013: Campeón invicto - Nations Cup 2014: 2.º puesto - Nations Cup 2015: Campeón invicto - Nations Cup 2016: Campeón invicto | - ENC 2000: Campeón - ENC 2001: 2.º puesto - ENC 2001-02: Campeón - ENC 2003-04: 2.º puesto - ENC 2004-06: Campeón - ENC 2006-08: 3.º puesto - ENC 2008-10: 4.º puesto - ENC 2010: Campeón - ENC 2011: 2.º puesto - ENC 2012: 3.º puesto - ENC 2013: 2.º puesto - ENC 2014: 2.º puesto - ENC 2015: 2.º puesto - ENC 2016: 2.º puesto - REC 2017: Campeón - REC 2018: 6.º puesto - REC 2019: 3.º puesto - REC 2020: 3.º puesto - REC 2021: 3.º puesto - REC 2022: 3.º puesto - REC 2023: 3.º puesto - REC 2024: 4.º puesto - REC 2025: 3.º puesto - Pacific Nations Cup 2018: se bajó del torneo |